# Lichterfeld-Schacksdorf
Lichterfeld-Schacksdorf (niedersorbisch Swětłe-Šachlejce) ist eine Gemeinde im Landkreis Elbe-Elster in Brandenburg. Sie gehört dem Amt Kleine Elster (Niederlausitz) mit Sitz in der Gemeinde Massen-Niederlausitz an.

## Geografie
Die Gemeinde liegt südöstlich der Kernstadt von Finsterwalde. Sie grenzt im Norden an die Gemeinde Massen-Niederlausitz, im Osten an die Gemeinde Sallgast, im Süden auf kurze Distanz an die amtsfreie Gemeinde Schipkau und die Stadt Lauchhammer und im Westen an die Stadt Finsterwalde. Fast vollständig auf dem südlichen Teil der Gemarkung von Lichterfeld befindet sich der im Entstehen begriffene Bergheider See.

## Gemeindegliederung
Die Gemeinde gliedert sich drei Ortsteile Lichterfeld (Swětłe), Lieskau (Liškow) und Schacksdorf (Šachlejce).

## Geschichte
Lichterfeld, Lieskau und Schacksdorf gehörten ab  1816 zum Kreis Luckau in der Provinz Brandenburg und seit 1952 zum Kreis Finsterwalde im DDR-Bezirk Cottbus. Seit 1993 liegen die Orte im brandenburgischen Landkreis Elbe-Elster. Das Gebiet der Gemeinde Lichterfeld-Schacksdorf wurde erst im späten 18. und frühen 19. Jahrhundert deutschsprachig. Um 1789 war in Lieskau und Lichterfeld die Umgangssprache noch das Niedersorbische, in Schacksdorf sprachen zu diesem Zeitpunkt überwiegend nur noch die älteren Bewohner Sorbisch.
Die Gemeinde Lichterfeld-Schacksdorf entstand am 31. Dezember 1997 aus dem freiwilligen Zusammenschluss der bis dahin selbstständigen Gemeinden Lichterfeld und Schacksdorf. Zum 31. Dezember 1998 wurde die Gemeinde Lieskau eingegliedert.

## Bevölkerungsentwicklung
| Jahr | Lichterfeld | Schacksdorf |
| ---- | ----------- | ----------- |
| 1875 | 386         | 266         |
| 1910 | 588         | 314         |
| 1939 | 515         | 425         |
| 1946 | 660         | 393         |
| 1950 | 665         | 388         |
| 1971 | 574         | 361         |
| 1990 | 442         | 294         |
| 1995 | 463         | 653         |
| 1996 | 475         | 687         |

| Jahr | Lichterfeld- Schacksdorf |
| ---- | ------------------------ |
| 1997 | 1 141                    |
| 2000 | 1 367                    |
| 2005 | 1 214                    |
| 2010 | 1 101                    |
| 2015 | 1 121                    |
| 2020 | 0951                     |
| 2021 | 0943                     |
| 2022 | 0910                     |
| 2023 | 0906                     |
| 2024 | 0880                     |

Gebietsstand des jeweiligen Jahres, Einwohnerzahl: Stand 31. Dezember (ab 1991), ab 2011 auf Basis des Zensus 2011, ab 2022 auf Basis des Zensus 2022

## Politik

### Gemeindevertretung
Die Gemeindevertretung von Lichterfeld-Schacksdorf besteht aus zehn Gemeindevertretern und dem ehrenamtlichen Bürgermeister. Die Kommunalwahl am 9. Juni 2024 führte bei einer Wahlbeteiligung von 77,4 % zu folgendem Ergebnis:
| Wählergruppe                                 | Stimmenanteil | Sitze |
| -------------------------------------------- | ------------- | ----- |
| Wählergruppe Lichterfeld-Schacksdorf-Lieskau | 73,0 %        | 7     |
| AfD                                          | 15,8 %        | 2     |
| SPD                                          | 11,1 %        | 1     |

Von den Sitzen der AfD bleibt einer unbesetzt, da die Partei nur einen Kandidaten aufgestellt hatte.

### Bürgermeister
- 1998–2003: Walter Kirchhof[13]
- 2003–2020: Ditmar Gurk (Wählergruppe Lichterfeld-Schacksdorf-Lieskau)[14]
- seit 2020: Christoph Drangosch (Wählergruppe Lichterfeld-Schacksdorf-Lieskau)

Drangosch wurde bei der Bürgermeisterwahl am 9. Juni 2024 ohne Gegenkandidat mit 89,8 % der gültigen Stimmen für eine Amtszeit von fünf Jahren gewählt.

## Sehenswürdigkeiten

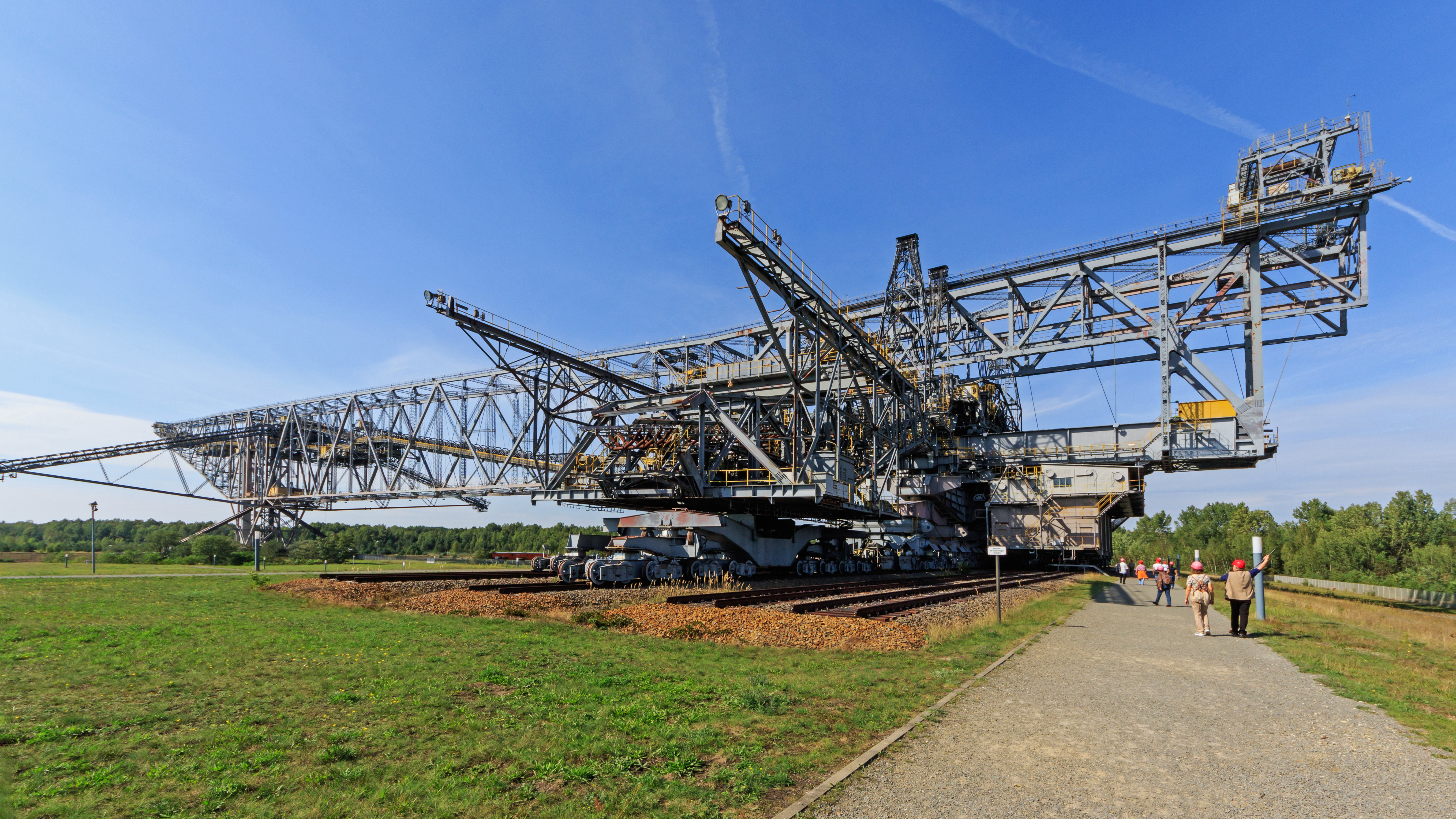
Besucherbergwerk F60

In der Liste der Baudenkmale in Lichterfeld-Schacksdorf stehen die in der Denkmalliste des Landes Brandenburg eingetragenen Baudenkmale.
Das Besucherbergwerk Abraumförderbrücke F60, eine stillgelegte Förderbrücke am Bergheider See im Ortsteil Lichterfeld, ist heute ein Freilichtmuseum mit überregionalem Ruf. Durch Konzertveranstaltungen sowie verschiedene Klang- und Lichtinstallationen ist die Anlage ein touristischer Anziehungspunkt.

## Verkehr
Die Landesstraße 60 führt durch die Ortsteile Schacksdorf und Lichterfeld. Die Bundesstraße 96 durchquert den Ortsteil Lieskau.

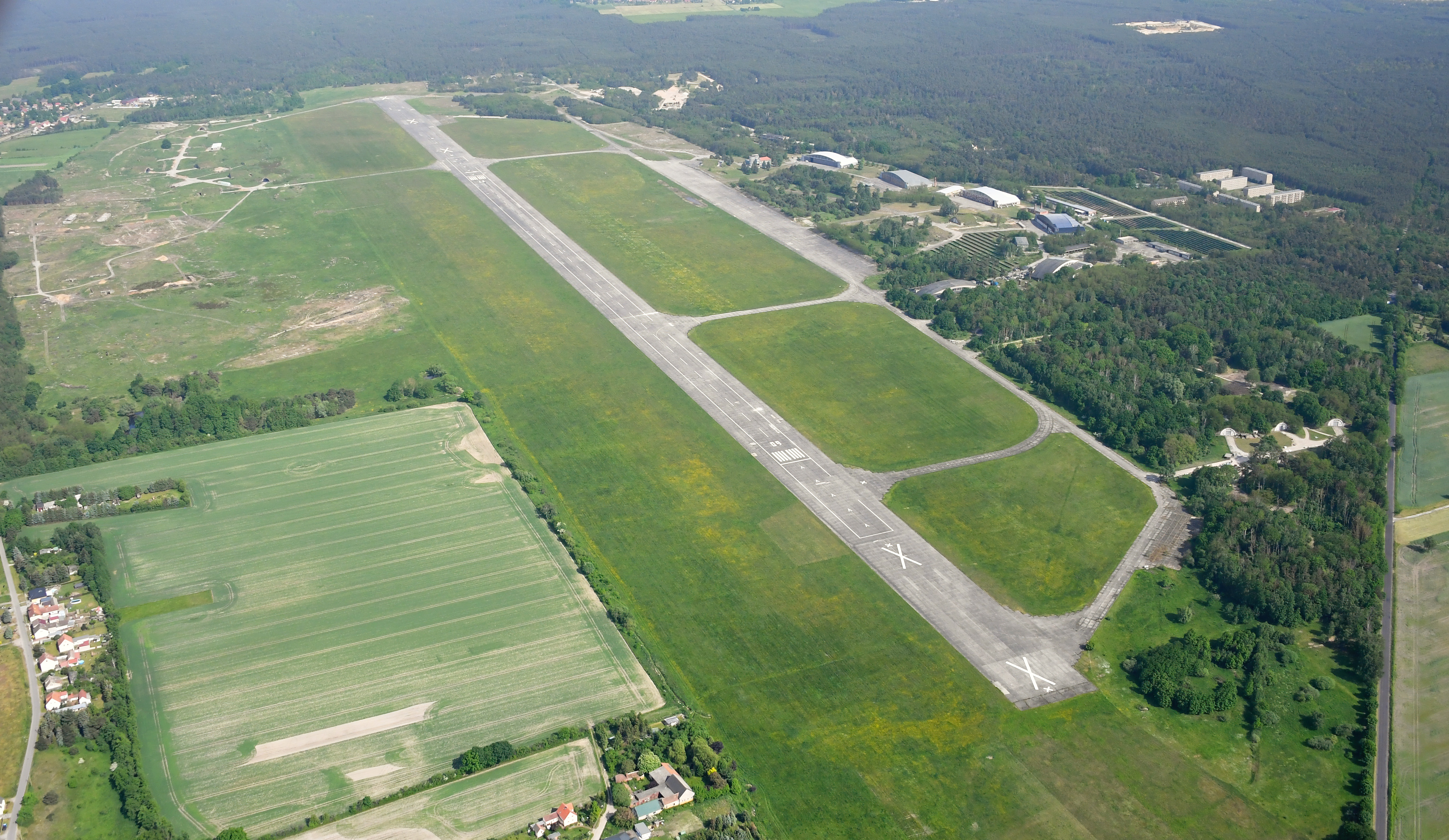
Lausitzflugplatz Finsterwalde/Schacksdorf

Der Lausitzflugplatz Finsterwalde/Schacksdorf befindet sich zum Teil auf dem Gebiet der Gemeinde.

## Persönlichkeiten
- Wilfried Kürschner (* 1945), Sprachwissenschaftler, in Lichterfeld geboren
- Ronny Kirchhof (* 1969), Radrennfahrer, in Lichterfeld geboren